# Делиријант
Делиријанти су врста халуциногена које одликује обамрлост, потпуна конфузија и конфабулација.
Ефекти делиријаната су као месечарење, губитак идентитета или психотичне епизоде, што је значајно одступање од типичних халуциногена, због чега је и уведен овај термин, који сам наводи на стање делиријума.
Друга често пријављена понашања укључују одржавање потпуних и реалистичних разговора са замишљеним особама, обављање сложених радњи (као што је облачење), а затим нагло откривање да та радња није ни започела, као и немогућност препознавања сопственог одраза у огледалу.
Споредна дејства делиријаната су мидријаза и дехидрација.
Делиријанти се у природи јављају у биљним врстама, као што су велебиље, татула и мандрагора, али и у неким гљивама (Аманита мускарија).
Синтетичка једињења попут дифенхидрамина и дименхидрината су такође делиријанти.
Упркос томе што су неке од ових биљака легалне, делиријанти нису популарне рекреативне дроге, због тешких и непријатних халуцинација које производе.